# Mornaysås

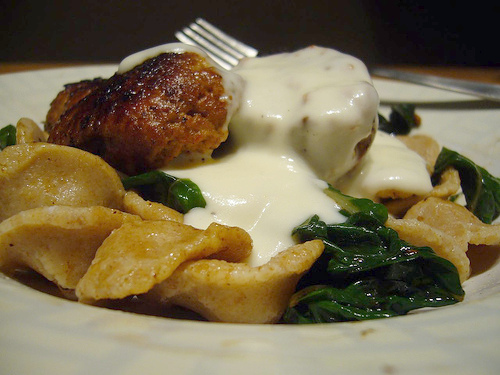
Mornaysås.

Mornaysås är en béchamelsås, avredd med äggulor med bland annat riven ost tillsatt. Vissa varianter använder olika kombinationer av gruyère, emmentalerost, vit cheddar eller parmesanost. En mornaysås gjord på cheddar används ofta för att göra den amerikanska husmanskosten macaroni and cheese.
Maträtter som gratineras med spenat, à la florentine, serveras ofta med mornaysås.

## Etymologi
Namnets ursprung mornaysås är omdiskuterad. Den kan vara uppkallad efter Philippe, hertig av Mornay (1549–1623), guvernör i Saumur och herre av Plessis-Marly, författare och diplomat, men en ostsås under denna tid måste ha varit baserad på en veloutésås eftersom béchamel hade ännu inte utvecklats.
Mornaysås förekommer inte i Le cuisinier Royal, 10:e upplagan, 1820, kanske för att mornaysås inte är äldre än den säregna parisiska restaurangen Le Grand Véfour, där mornaysåsen introducerades.
I Karl X:s le Tout-Paris representerades Mornay-namnet av två stilfulla män, markisen av Mornay och hans bror, greve Charles. De finns med i Lady Blessingtons memoarer från en vistelse i Paris 1828–29, The Idler in France. De kan också komma i fråga när man söker efter en eponym för mornaysåsen.

## Tillredning
Smält smör i en kastrull och vispa ner mjöl. Tillsätt mjölk, lite i taget, och vispa till en slät sås. Låt koka upp och ta från värmen. Rör ner ost och äggulor. Krydda med salt och muskot.